# 1883 no desporto

## Eventos

### Xadrez
- Torneio de xadrez de Londres de 1883, vencido por Johannes Zukertort.[1]